# (273) Àtropos
(273) Atropos és un asteroide pertanyent al cinturó d'asteroides descobert el 8 de març de 1888 per Johann Palisa des de l'observatori de Viena, Àustria.
Està nomenat així per Àtropos, una de les tres moires de la mitologia grega.
Atropos forma part de la família d'asteroides de Focea.